# Sebastian Pristl
Sebastian Pristl (* 15. September 1987 in Hildesheim) ist ein ehemaliger deutscher Radrennfahrer.

## Sportliche Laufbahn
Pristl gewann in den Nachwuchsklassen zahlreiche niedersächsische Meisterschaftstitel auf der Straße und Bahn. National erreichte er im Junioren-Bereich 2004 bei den Deutschen Meisterschaften den 15. Platz und 2005 bei den Deutschen Bergmeisterschaften der Junioren Platz 4.
Im Jahr 2007 erhielt er einen Vertrag beim führenden deutschen Continental Team Lamonta/3C-Gruppe und konnte beim ersten Bundesligarennen in Cadolzburg den 3. Platz erzielen. Der Vertrag wurde aufgrund sehr guter Helferdienste und außergewöhnlich guter Leistungsdaten auch für das Jahr 2008 verlängert, bevor er in der Saison 2009 zum Continental Team Milram wechselte. Aufgrund chronischer Kniebeschwerden und mangelnder Ergebnisse beendete Pristl seine aktive Laufbahn im Folgejahr. 

## Teams
- 2007–2008: Team 3C-Gruppe Lamonta
- 2009: Continental Team Milram